# El padrino: El regreso
El padrino: El regreso (cuyo título original en inglés es The Godfather Returns) es una novela escrita por Mark Winegardner y publicada por primera vez (en inglés) en 2004. Es la secuela de El padrino y El siciliano (respectivamente publicadas originalmente en 1969 y 1984). Como la novela original abarcaba los años 1945 a 1955 e incluyó la historia sobre Don Vito Corleone desde la infancia, la historia esta vez abarca los años que van de 1955 a 1962.

## Argumento
La historia retoma la trama inmediatamente consecutiva al final de la primera novela. Los acontecimientos de la película El padrino II tiene lugar en esta novela, pero solo se mencionan en el fondo. Muchos de los personajes de Puzo se amplían, especialmente Fredo Corleone, Tom Hagen y Johnny Fontane y hay nuevos personajes como Nick Geraci, Jimmy Shea  y Francesca Corleone. La otra mitad de la novela se adentra en el papel de Michael como Don y su sueño de ser legítimo. La novela se amplía en el servicio de Michael en la Segunda Guerra Mundial, así como el secreto de vida de su hermano Fredo, tal como se revela en esta novela que Fredo es bisexual. La novela muestra cómo Sonny, Fredo y Tom Hagen se unen al negocio familiar, así como la muerte de Pete Clemenza y Salvatore Tessio.

## Traducción al castellano
Editorial Planeta publicó en 2005 una traducción en castellano bajo el título conocido en español para esta obra: El padrino: El regreso.

## Continuación
El padrino: El regreso fue seguida en 2006 por El padrino: La venganza (The Godfather's Revenge), también escrita por Winegardner y traducida por Planeta al año siguiente, en 2007.